# Денніс Гіглер
Денніс Йоган Гіглер (нід. Dennis Johan Higler, 30 вересня 1985) — нідерландський футбольний арбітр.

## Біографія
Дебютував як головний арбітр на професіональному рівні 3 вересня 2010 року в матчі між клубами другого дивізіону країни «Телстар» і «Ден Босх» (3:0). У 2011 році він обслуговував фінал Кубка Нідерландів серед резервних команд. В Ередивізі Гіглер дебютував як арбітр 3 грудня 2011 року матчем між клубами «Де Графсхап» і «Рода» (1:2).
2017 року отримав категорію ФІФА і 6 липня 2017 року відсудив свій перший матч в єврокубках, який відбувся в Словаччині в першому відбірковому раунді Ліги Європи турнір між місцевим Ружомбероком і Воєводиною з Сербії.
На початку 2021 року Гіглер став одним з 12 арбітрів, відібраних для обслуговування матчів групового етапу молодіжного чемпіонату Європи 2021 року в Угорщині та Словенії, відсудивши там дві гри.